# ملتون موبری
longitudeملتون موبریlatitudeملتون موبری
ملتون موبری (به انگلیسی: Melton Mowbray) یک شهرک در بریتانیا است که در لسترشر واقع شده‌است.

## نگارخانه

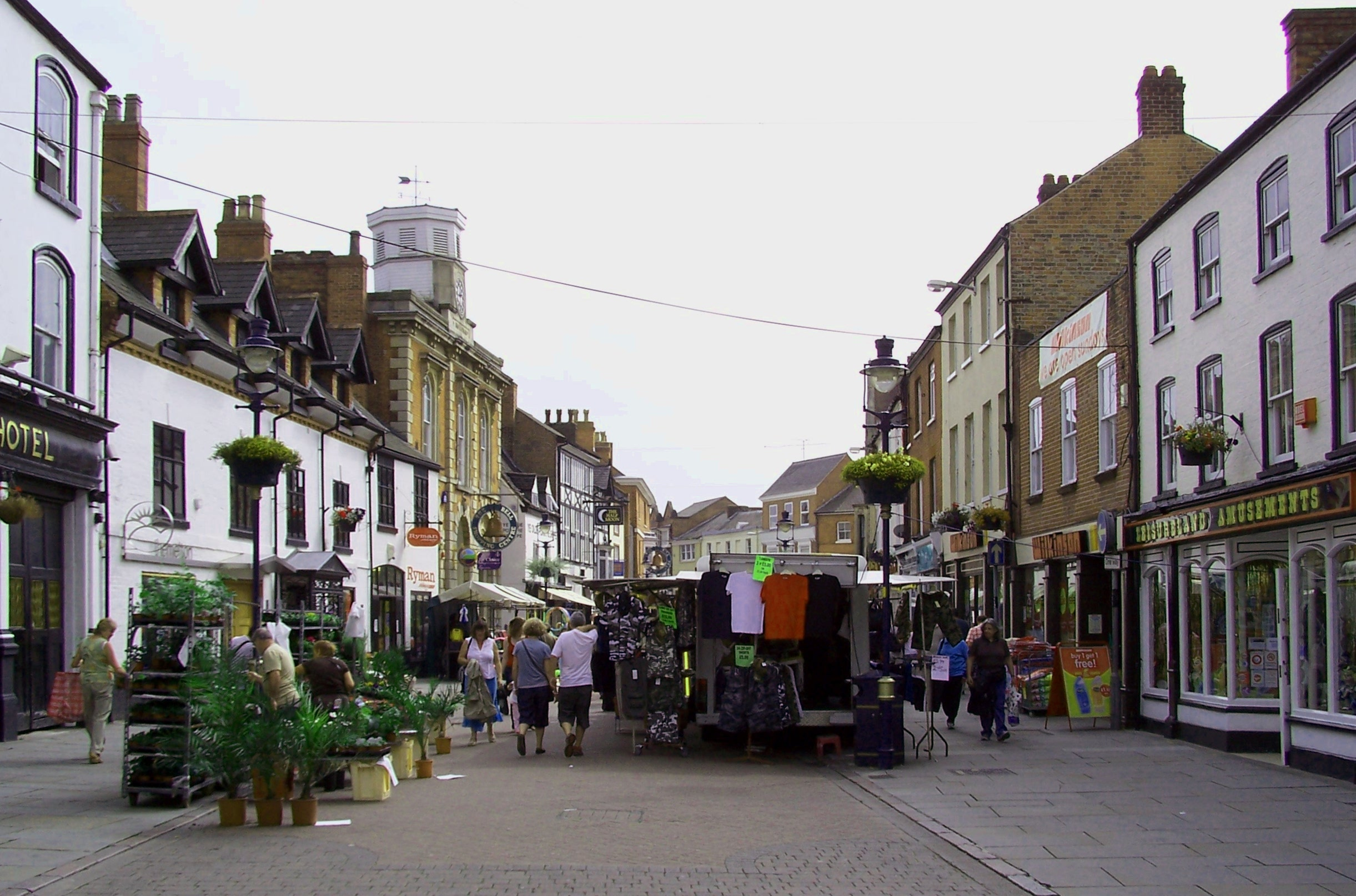
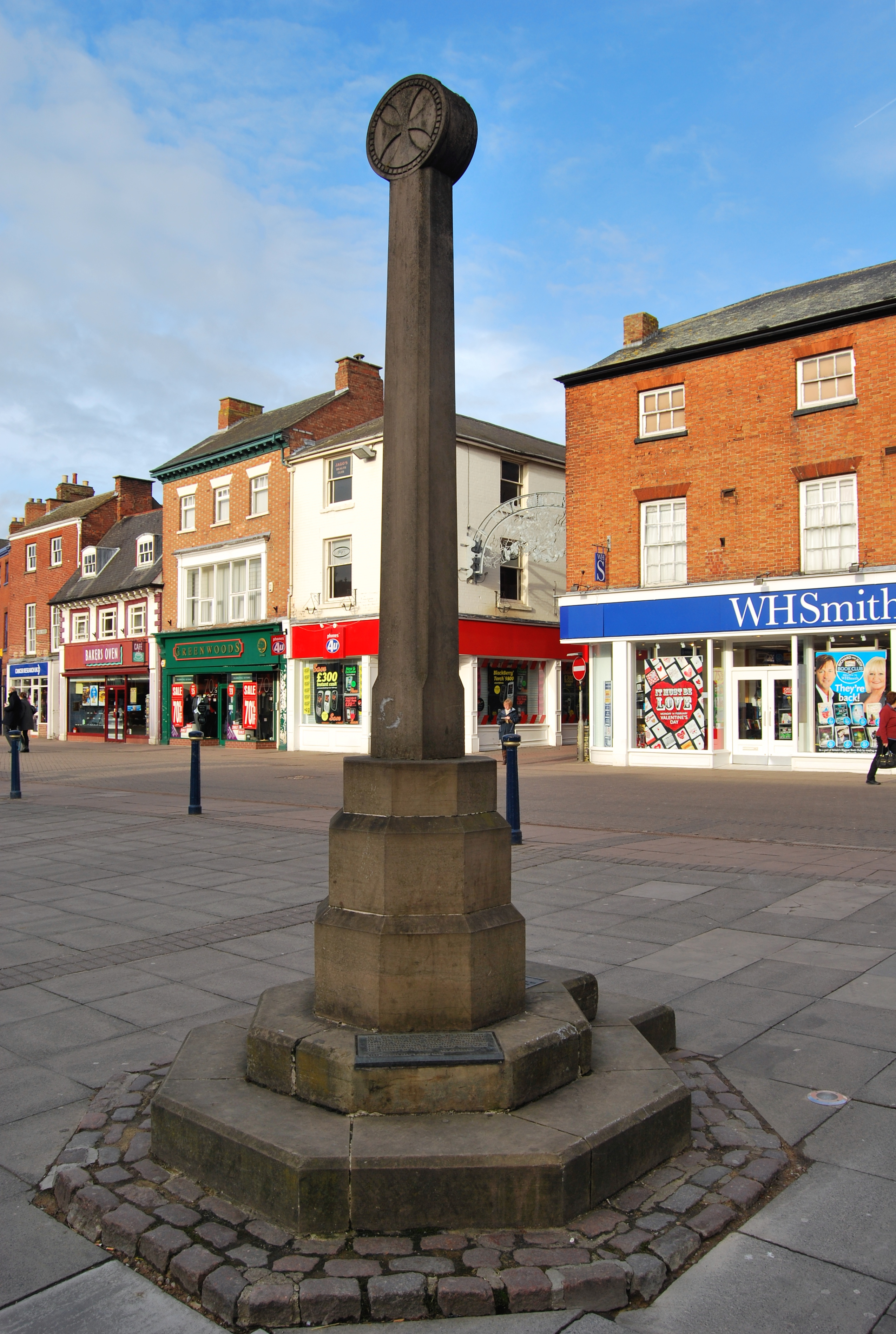
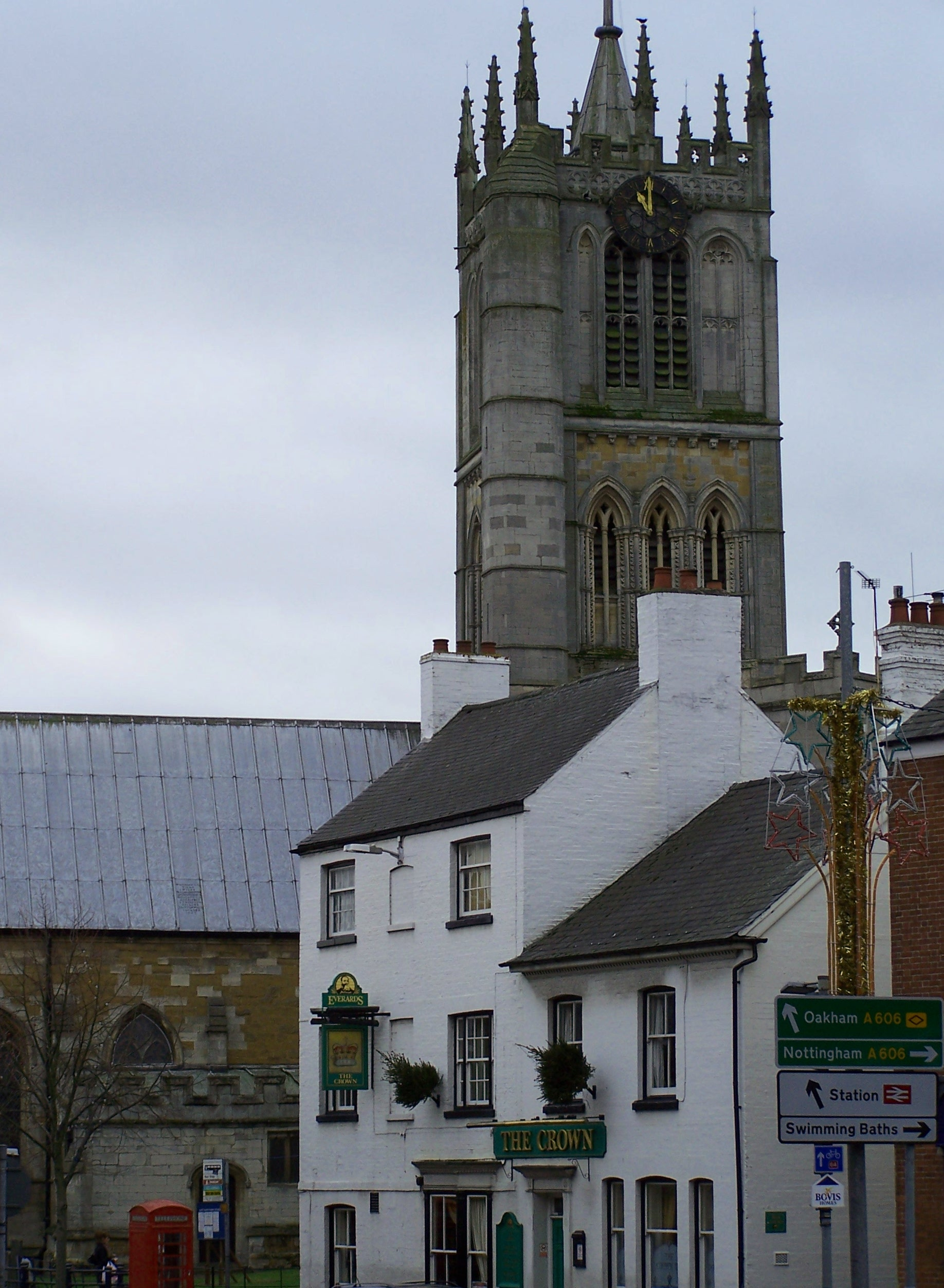
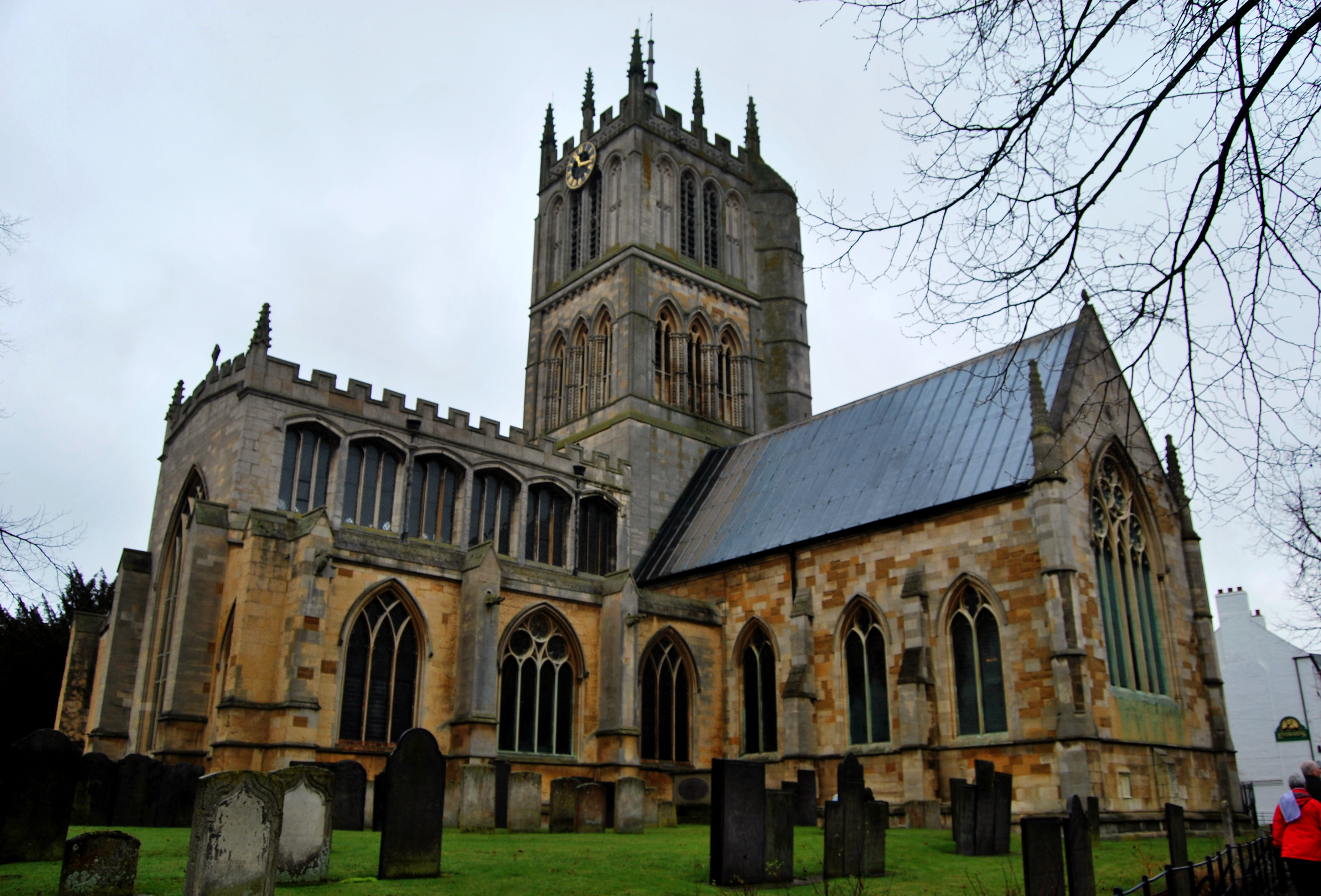
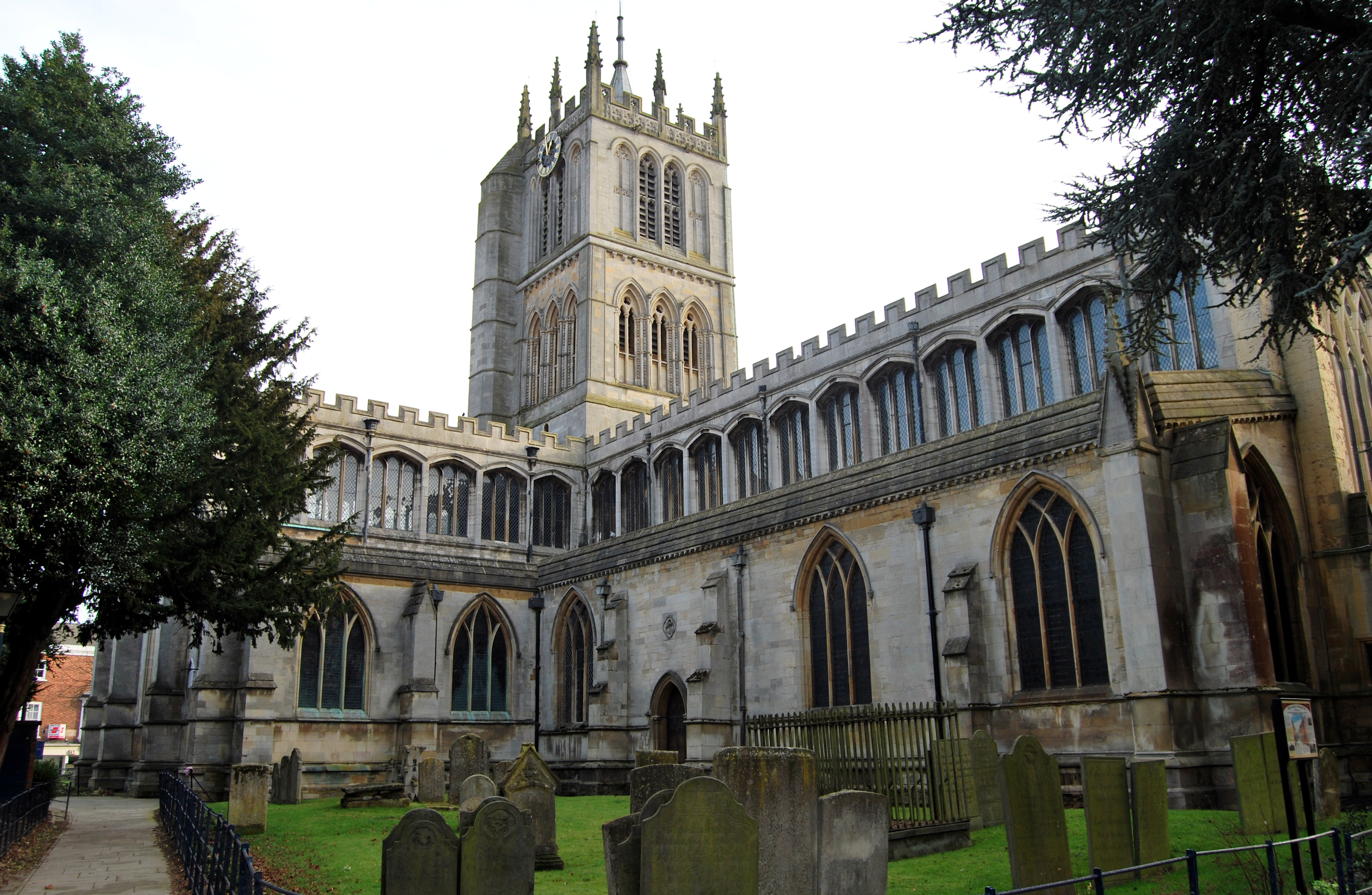
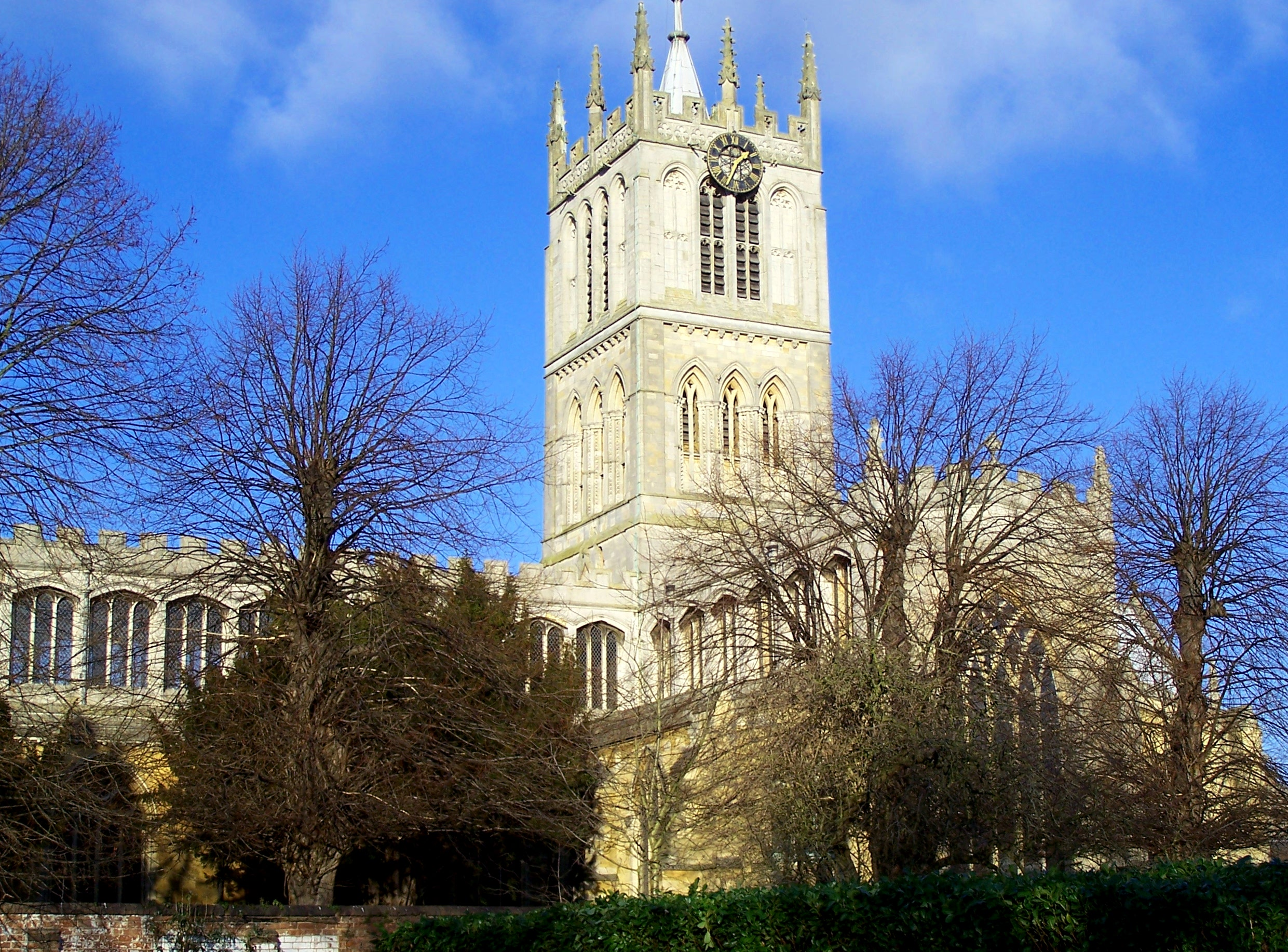
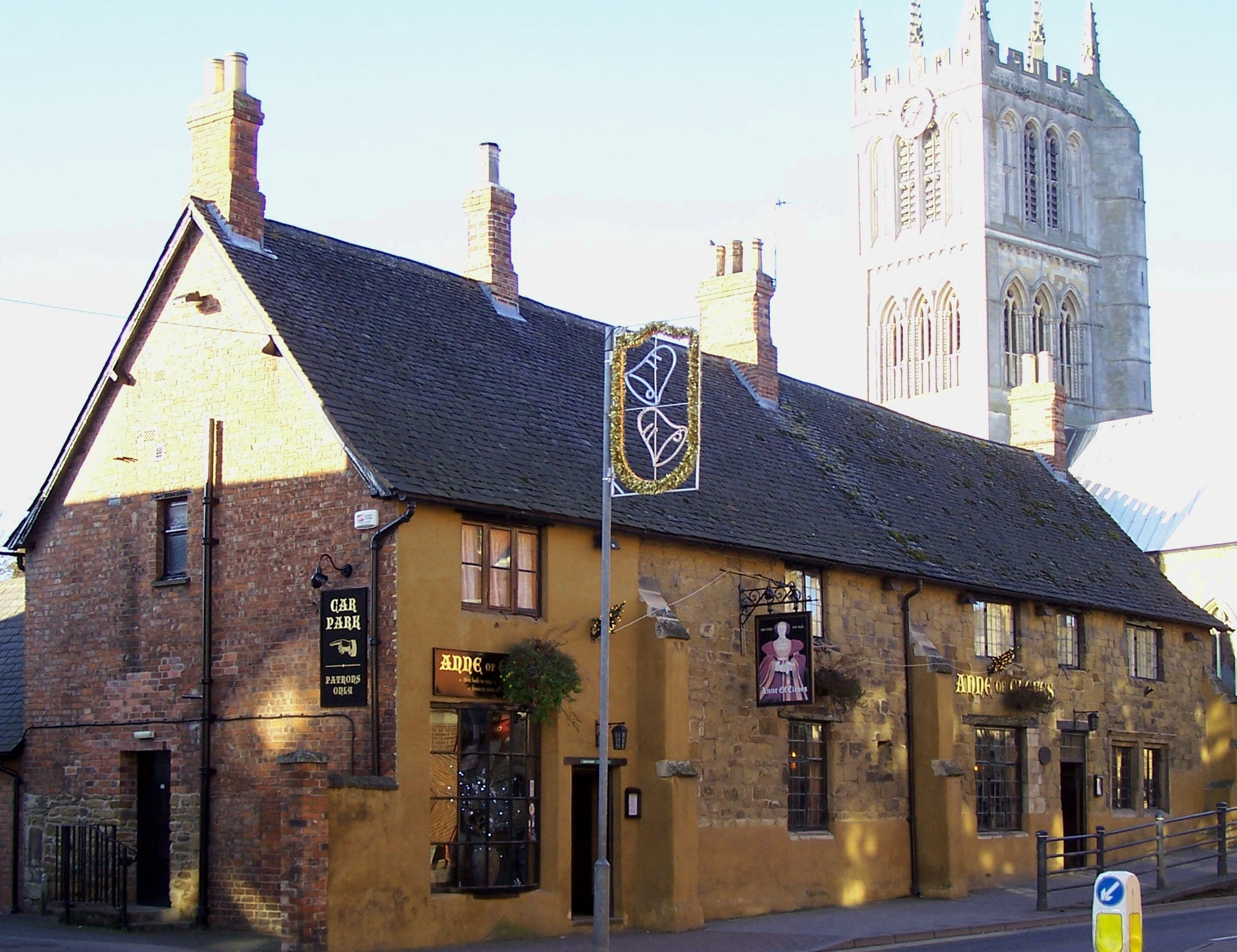
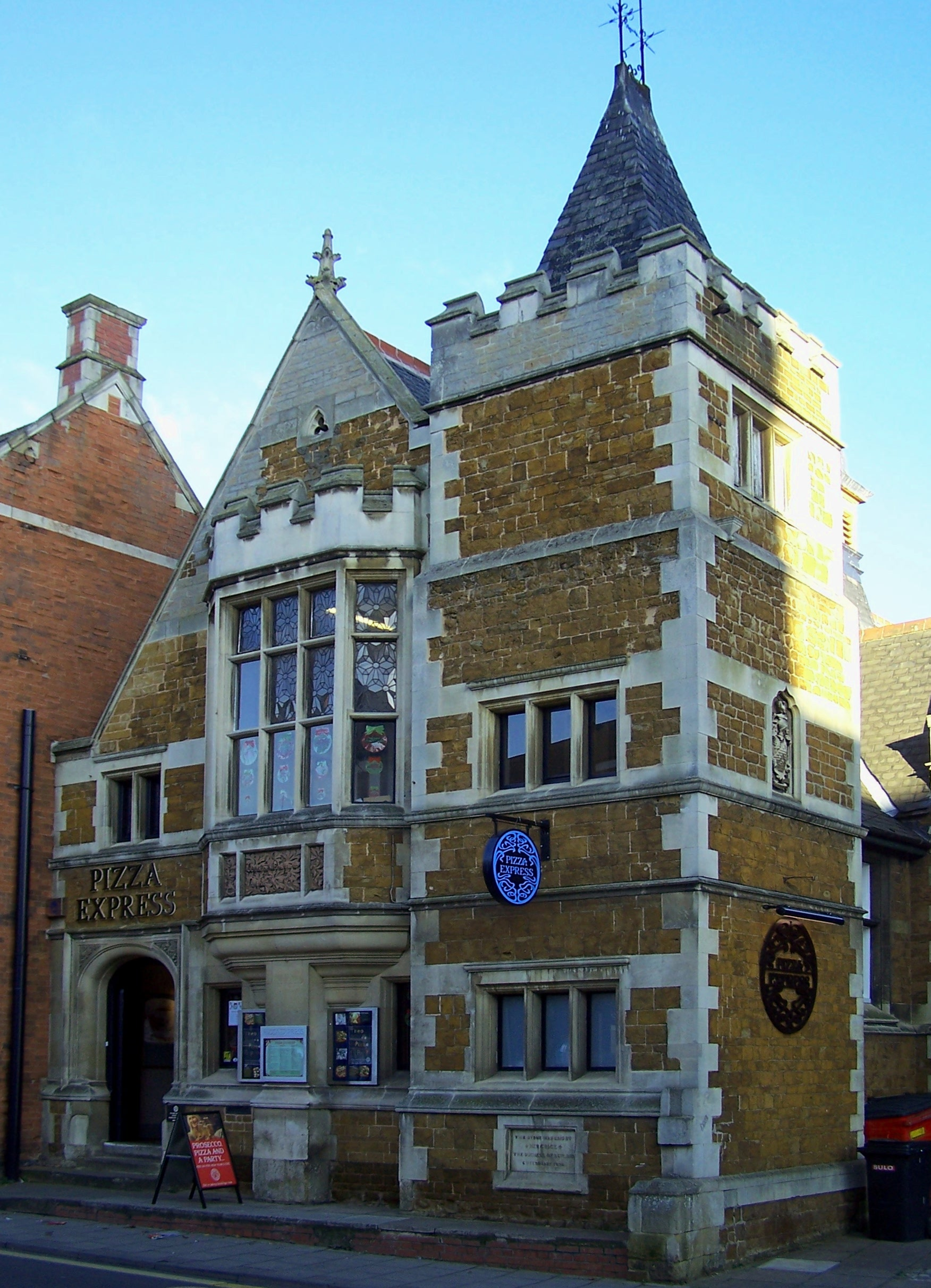
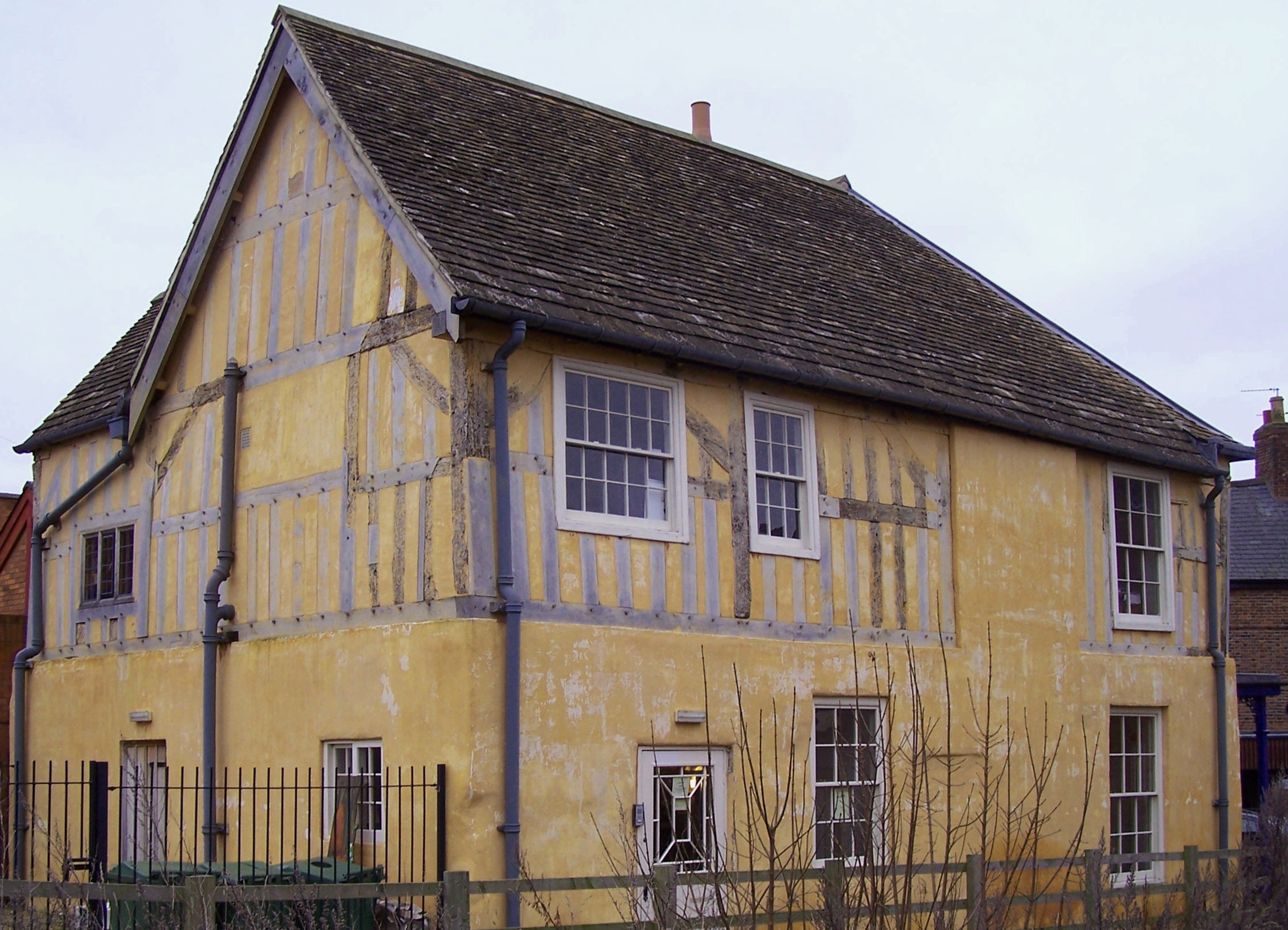
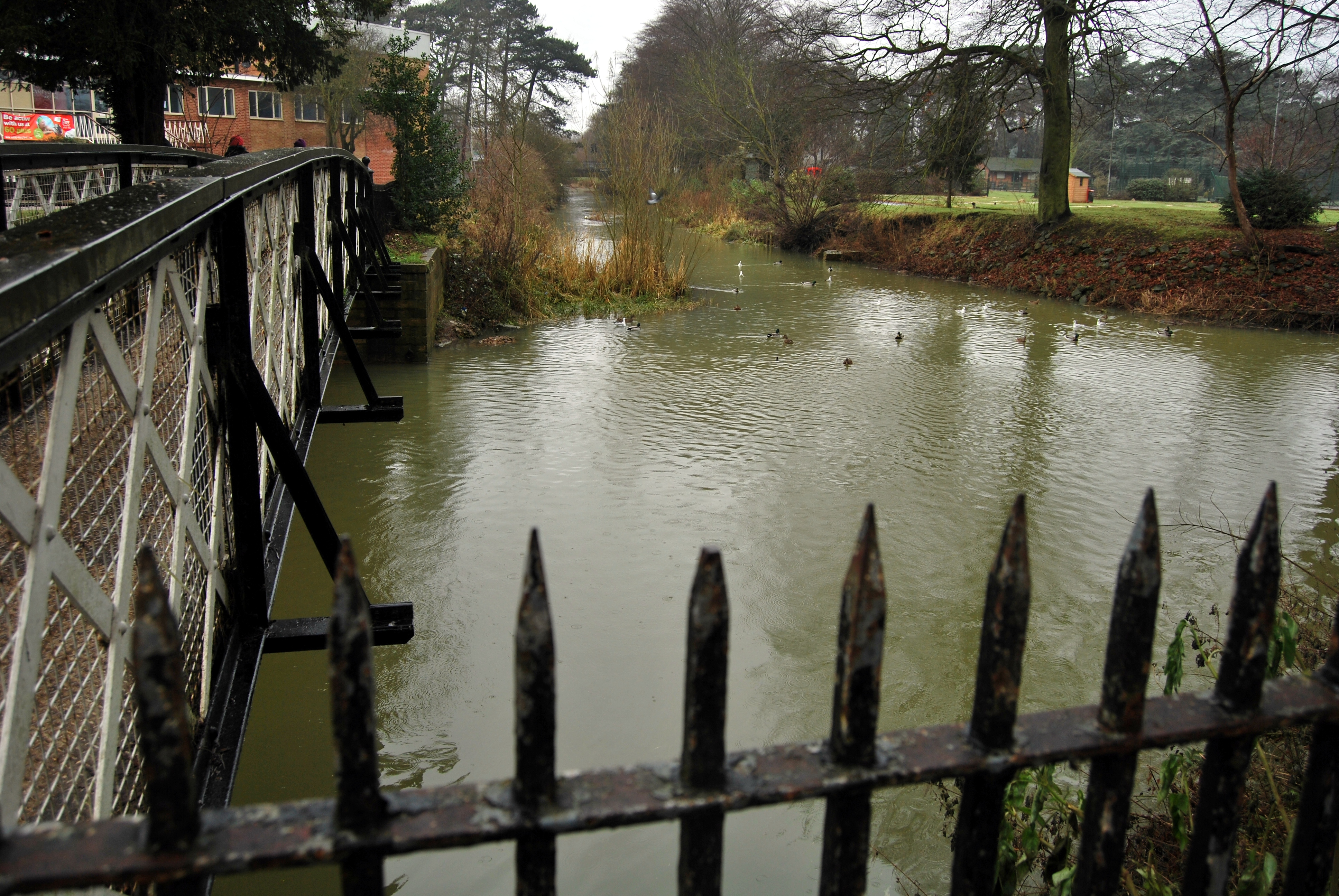
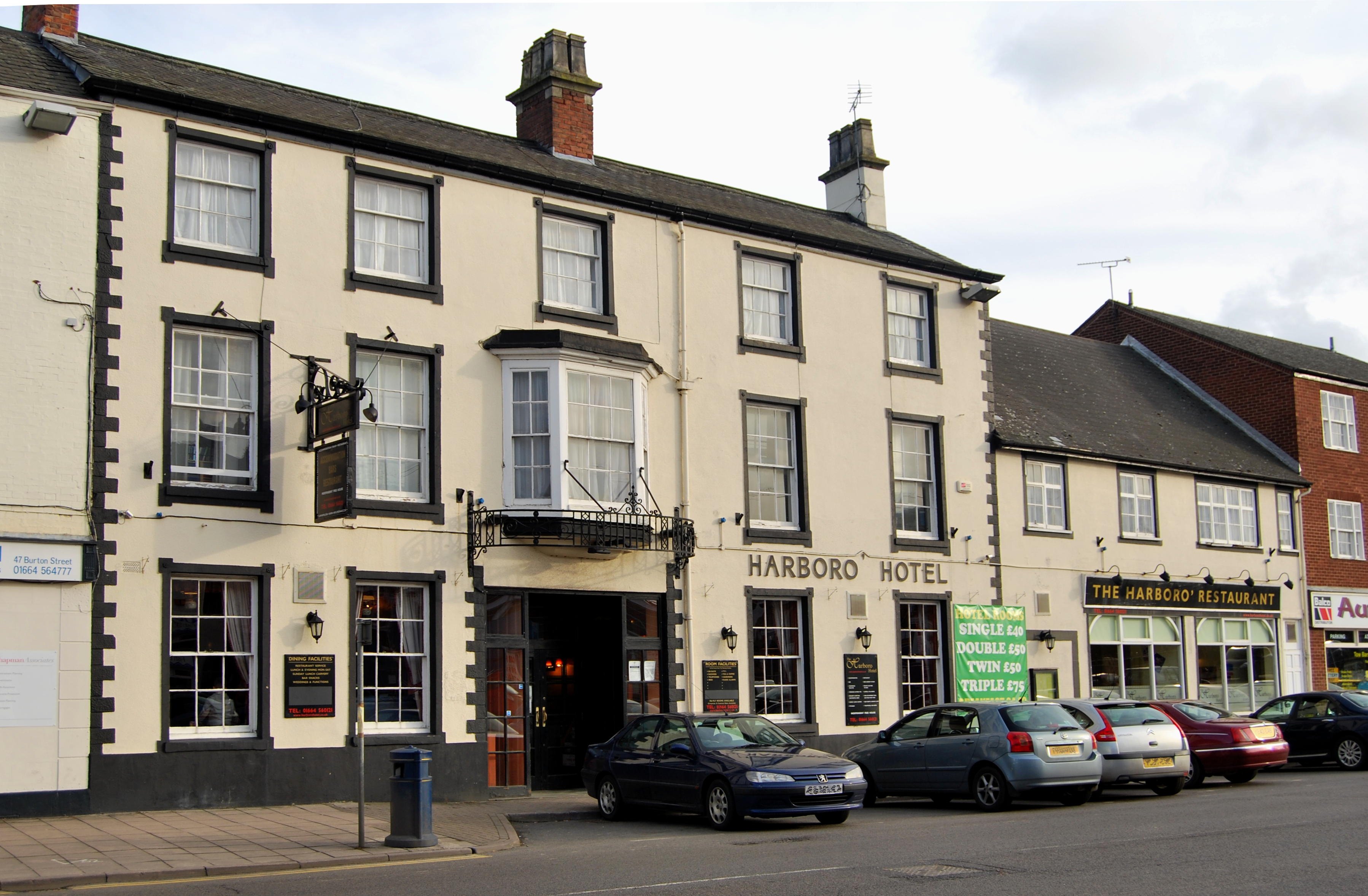
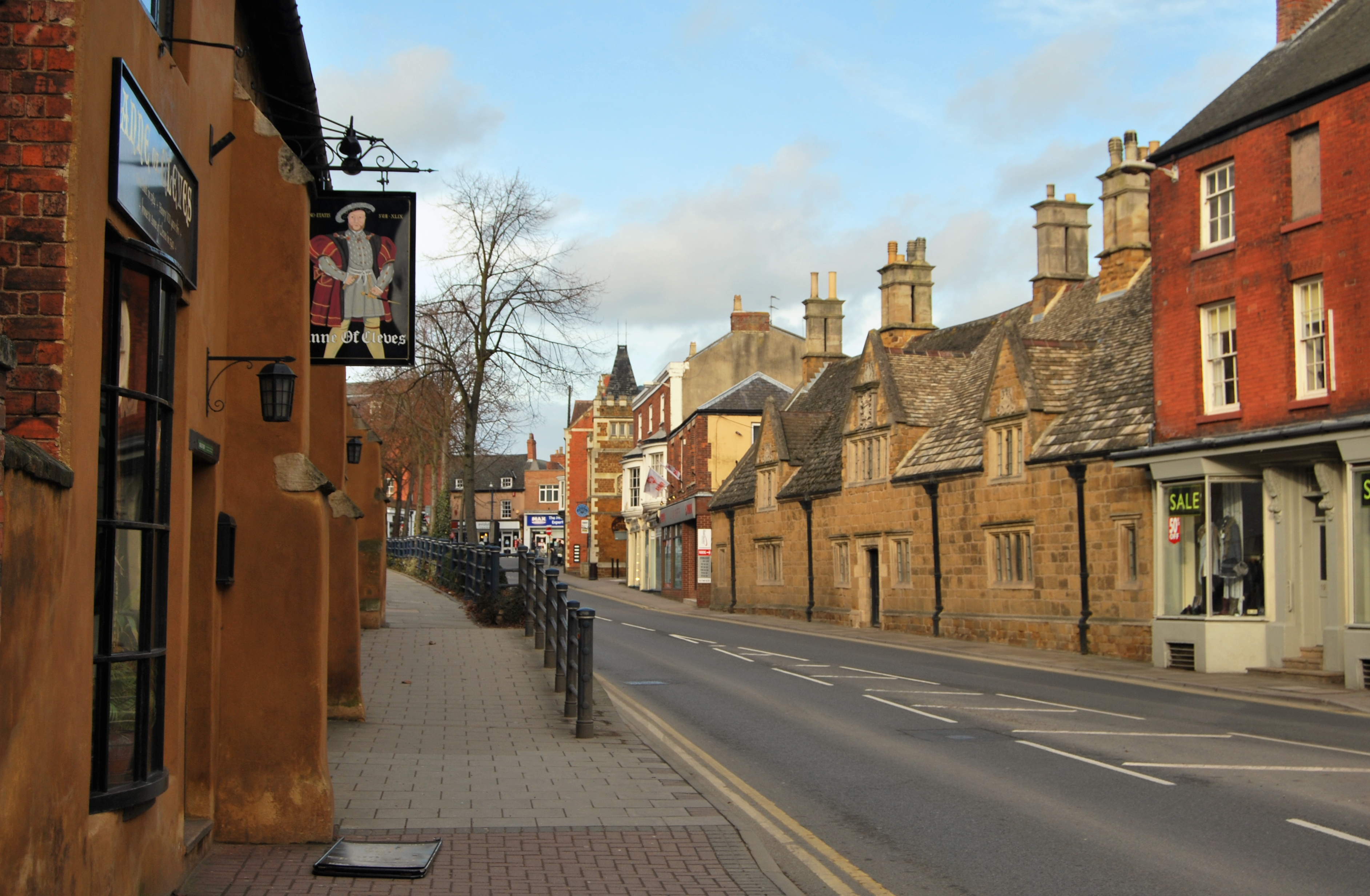
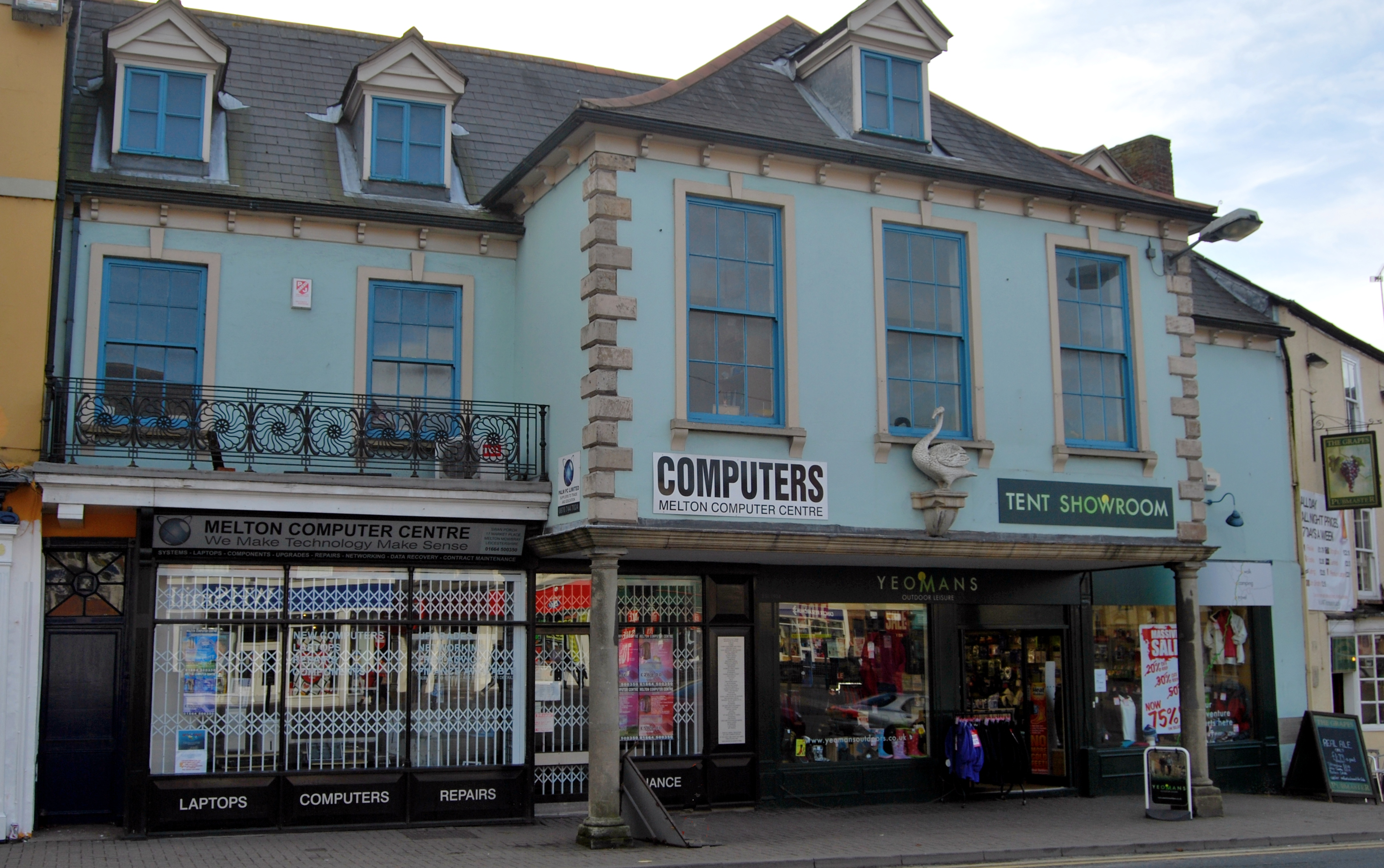
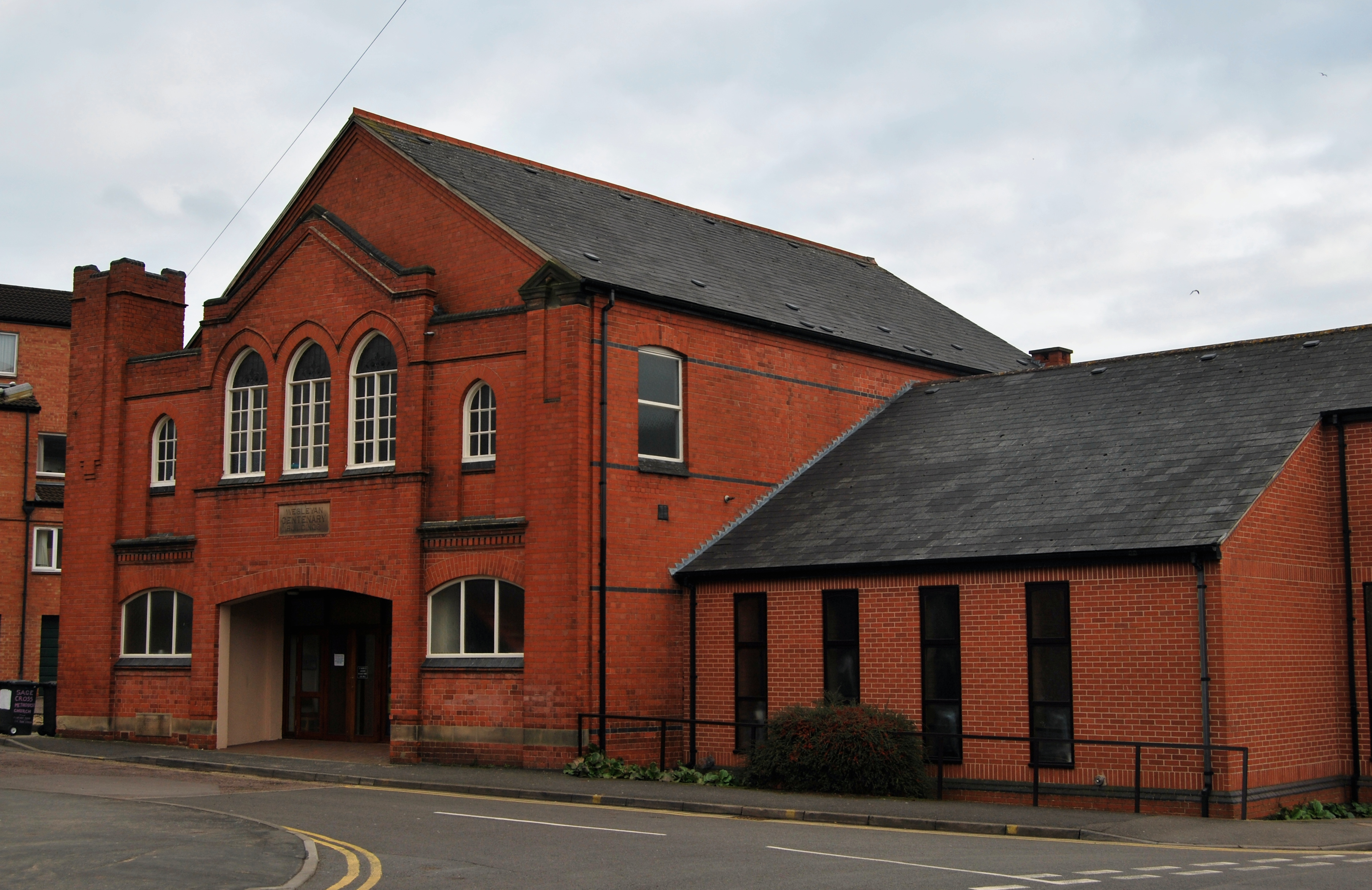
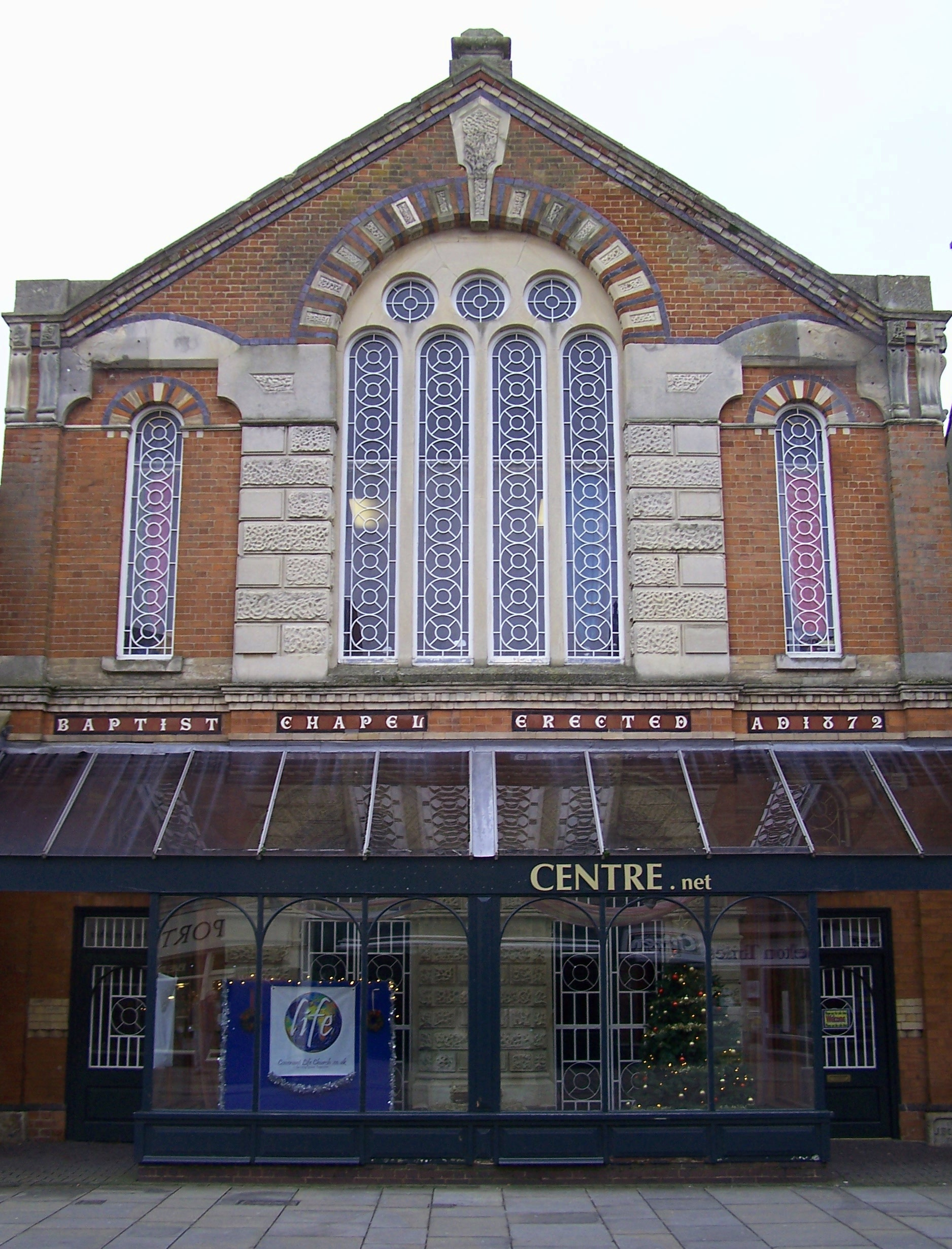
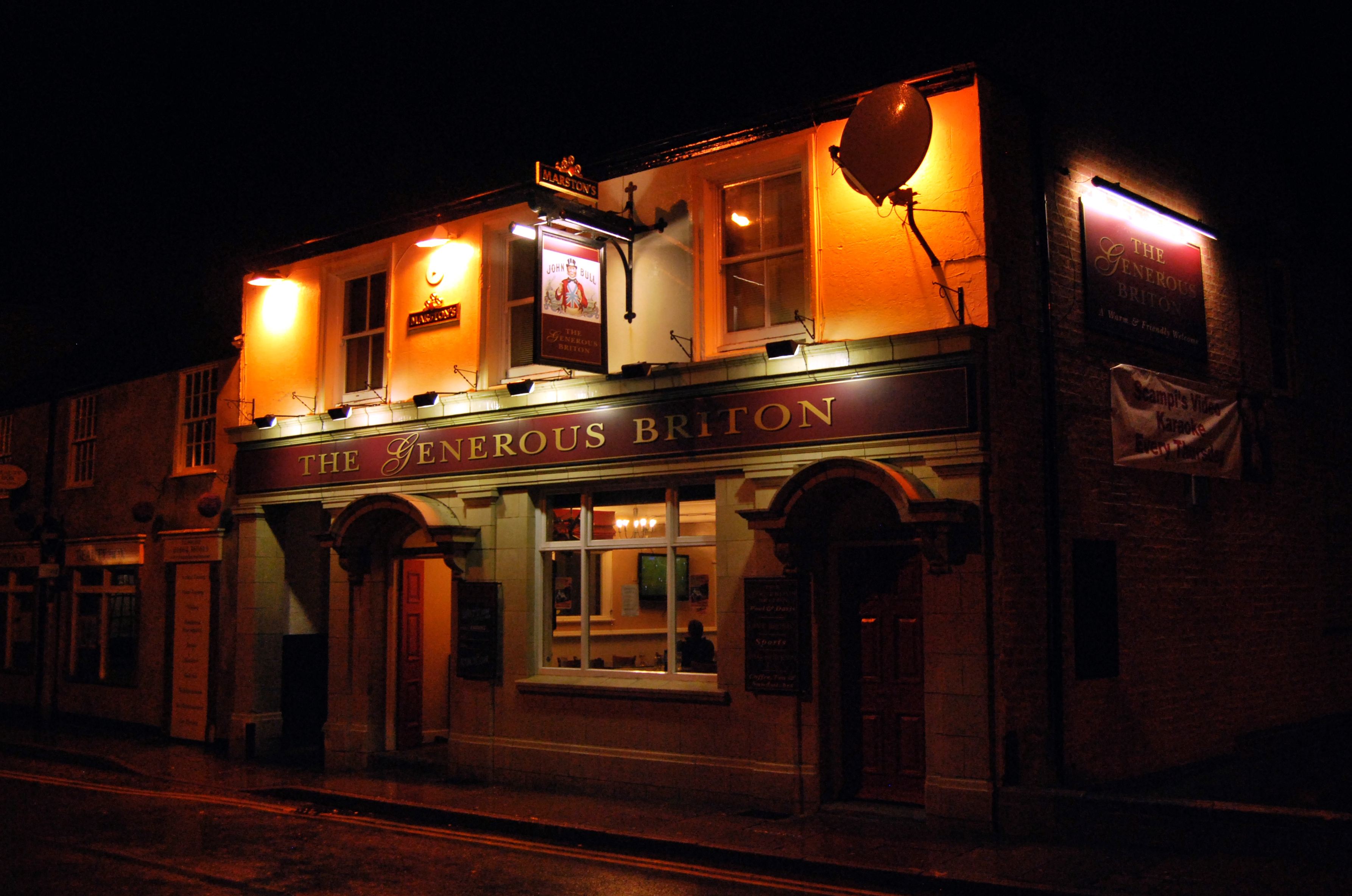
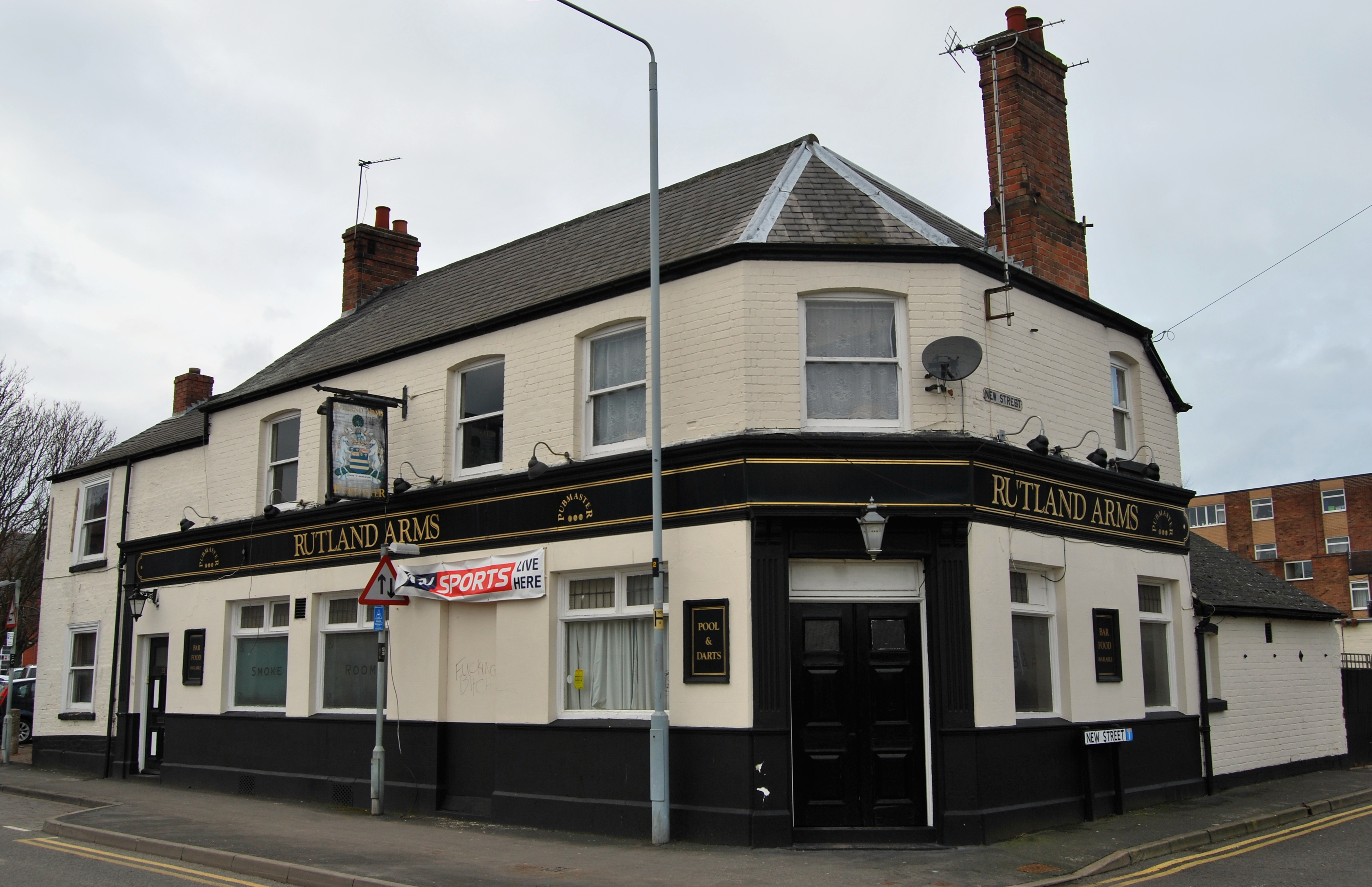

## خصوصیات
ملتون موبری ۲۷٬۱۵۸ نفر جمعیت دارد.